# Paul Kiddo
Paul Kiddo, né le 29 janvier 1949 à Bethanie (Namibie), est un artiste peintre namibien autodidacte. Il vit et travaille à Katutura, un quartier (township) de la capitale Windhoek.

## Biographie
Paul Kiddo passe la plus grande partie de son enfance à la campagne, chez ses grands-parents, dans la région de Bethanie, allant à l'école à Windhoek et à Walvis Bay. Il ne reçoit aucune formation artistique, mais se dit attiré depuis toujours par la peinture et très attentif aux détails.
Ses débuts se font presque par hasard, dans les années 1980. Alors ouvrier du bâtiment, il utilise parfois des restes de peinture pour représenter sur des pierres plates des cascades, des arbres ou des scènes de montagne, qu'il laisse ensuite sécher devant sa maison. Comme ces œuvres sont remarquées par des passants, il y trouve un encouragement, mais peine à trouver des acquéreurs dans le sud et, au bout de quelques années difficiles, décide de s'établir dans la capitale.
Il tient sa première exposition personnelle dans une galerie de Swakopmund en 1992 et participe à de nombreuses expositions collectives, principalement en Namibie et en Allemagne – après une résidence artistique à Berlin en 2010-2011 –, et reçoit plusieurs récompenses.

## Œuvre
Paul Kiddo est considéré comme l'un des artistes les plus populaires de Namibie. Sa peinture à l'huile, parfois qualifiée de « réalisme naïf », met en scène la vie quotidienne dans les villages, des paysages, des animaux sauvages, des bâtiments historiques – tels que l'église luthérienne de Windhoek (Christuskirche) – ou le désert du Kalahari, par exemple la ville fantôme de Kolmanskop.
Le ciel occupe une place particulière dans l'œuvre de Paul Kiddo, occupant souvent toute la moitié supérieure du tableau.